# Saint-Cyr-l'École
Saint-Cyr-l'École is een gemeente in het Franse departement Yvelines (regio Île-de-France) en telt 14.566 inwoners (1999). De plaats maakt deel uit van het arrondissement Versailles en geniet landelijke bekendheid vanwege de hier van 1808 tot 1945 gevestigde École Spéciale Militaire de Saint-Cyr.

## Geografie
De oppervlakte van Saint-Cyr-l'École bedraagt 5,0 km², de bevolkingsdichtheid is 2913,2 inwoners per km².
De onderstaande kaart toont de ligging van Saint-Cyr-l'École met de belangrijkste infrastructuur en aangrenzende gemeenten.

## Demografie
Onderstaande figuur toont het verloop van het inwonertal (bron: INSEE-tellingen).

## Geboren
- Sylvain Monsoreau (1981), Frans voetballer

## Overleden
- Madame de Maintenon (1635-1719), tweede echtgenote van Lodewijk XIV van Frankrijk

## Externe links

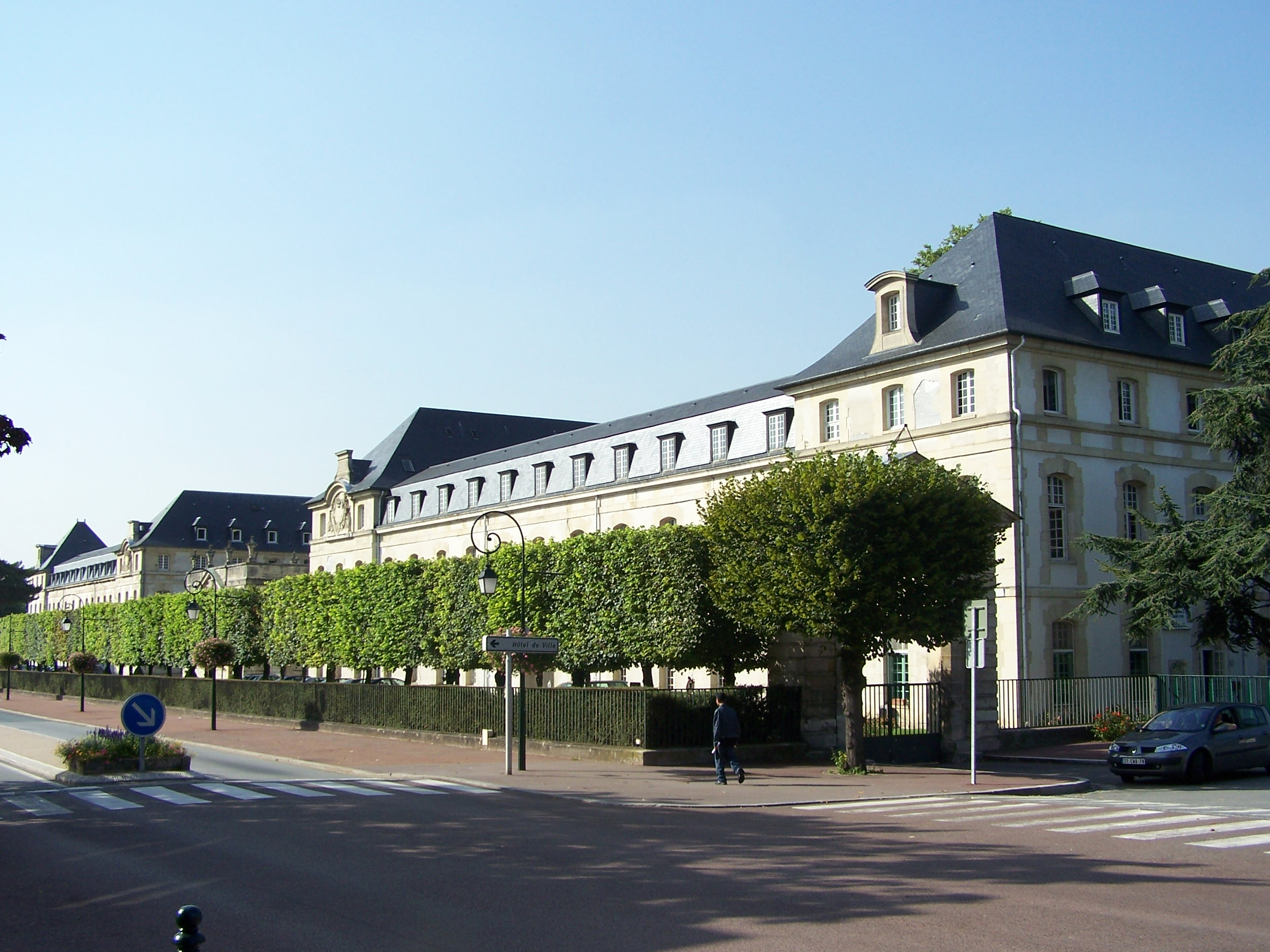
Militaire school